# Coktel Vision
Coktel Vision – francuska firma zajmująca się wydawaniem, produkowaniem i dystrybucją gier komputerowych od połowy lat 80. Najbardziej znana z wydawania gier zależnej od siebie firmy Tomahawk. Żadna z gier Tomahawk nie była sprzedawana poza Europą. W roku 1993 stała się firmą zależną Sierra On-Line, która zaczęła sprzedawać gry wydawane przez Coktel w USA.
W 2005 roku firma została nabyta przez Mindscape.

## Lista gier

### 1987
- Méwilo

### 1988
- Indian Mission
- Freedom

### 1989
- Emmanuelle
- Legend of Djel
- Oliver & Company
- Skidoo

### 1990
- Cougar Force
- Galactic Empire
- Geisha
- No Exit
- Paris Dakar 1990

### 1991
- A.G.E.
- E.S.S. Mega
- Fascination
- Gobliiins
- Once Upon a Time: Abracadabra
- Once Upon a Time: Baba Yaga
- Once Upon a Time: Le petit chaperon rouge

### 1992
- A.J.'s World of Discovery
- Bargon Attack
- Gobliins 2: The Prince Buffoon
- Ween: The Prophecy

### 1993
- Goblins 3
- Inca
- Inca II: Wiracocha
- Lost in Time

### 1994
- The Bizarre Adventures of Woodruff and the Schnibble
- Playtoons 1: Uncle Urchibald
- Playtoons 2: The Case of the Counterfeit Collaborator

### 1995
- The Last Dynasty
- Playtoons 3: The Secret of the Castle
- Playtoons 4: The Mandarin Prince
- Playtoons 5: The Stone of Wakan

### 1996
- Urban Runner